# Wohn- und Geschäftshaus Ludwigstraße 10 (Ingolstadt)
Das Wohn- und Geschäftshaus Ludwigstraße 10 in der Altstadt von Ingolstadt wurde 1904 nach Plänen des Baumeisters Otto Abe errichtet. Es steht unter Denkmalschutz und ist unter der Aktennummer D-1-61-000-256 in der Denkmalliste eingetragen.

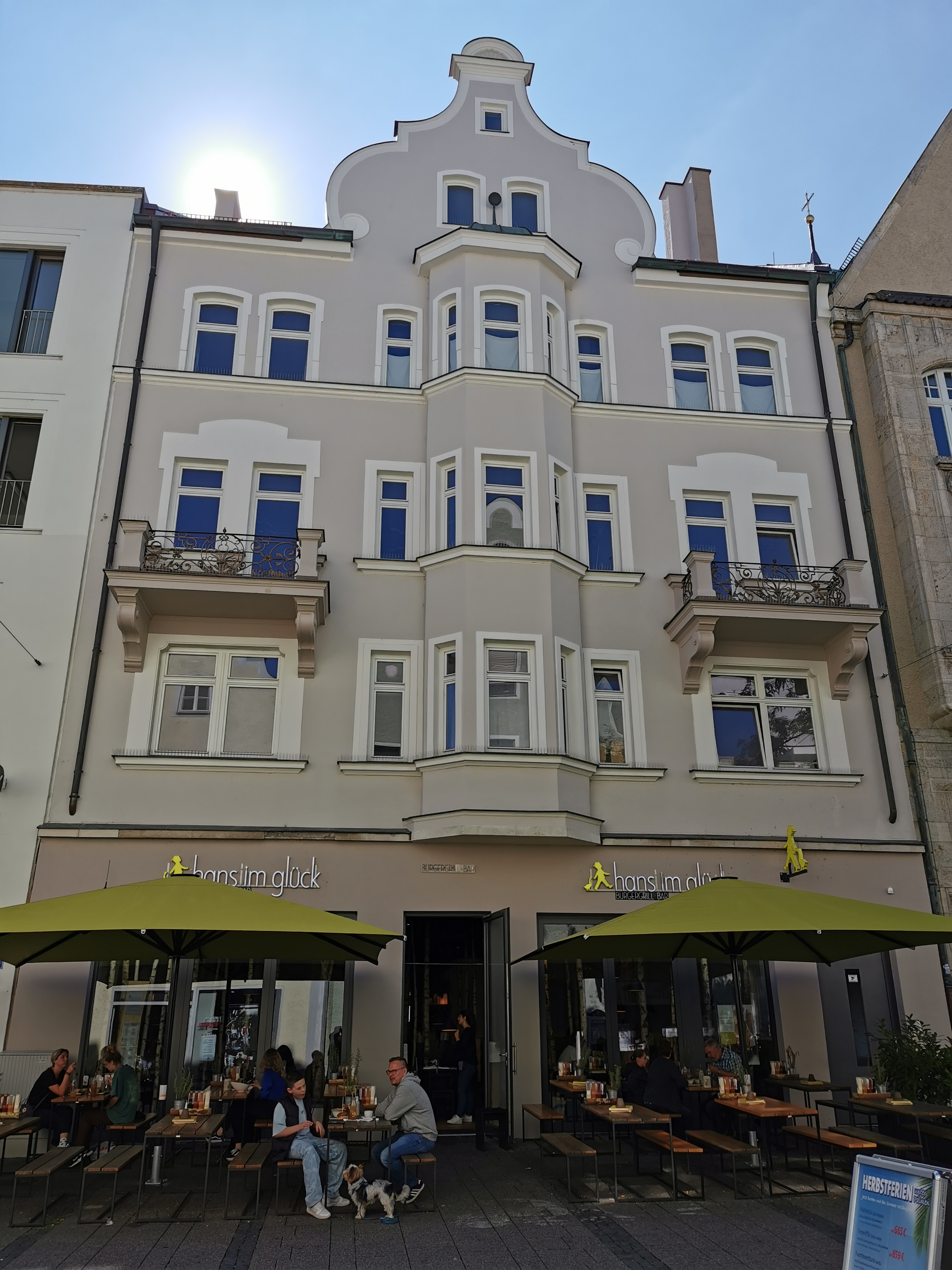
Hauptfassade

## Geschichte und Architektur
Es handelt sich um ein viergeschossiges historisierender Stadthaus. Das Zwerchhaus ist geschwungen. Der mehrgeschossige Erker ist polygonal erbaut.
Arno Friedmann erwarb 1911 das Haus, wurde jedoch während der NS-Zeit enteignet. Das Gebäude wurde 1938 an Frau Josefine Reindl, die Bauherrin des Gartenhauses Reindl, verkauft und blieb auch nach dem Krieg in ihrem Besitz, ohne an die Familie Friedmann zurückgegeben zu werden.
Die Fassade wurde nach einem Umbau 1940 vereinfacht.
Der heutige Zustand ist bis auf Veränderungen im Erdgeschoss original.

## Baudenkmal
Das Wohngebäude steht unter Denkmalschutz gestellt und ist im Denkmalatlas des Bayerischen Landesamtes für Denkmalpflege und in der Liste der Baudenkmäler in Ingolstadt verzeichnet.